# Leszczyny (województwo małopolskie)
Leszczyny (łemk. Ліщыны) – wieś w Polsce położona w województwie małopolskim, w powiecie gorlickim, w gminie Uście Gorlickie. W latach 1975–1998 miejscowość położona była w województwie nowosądeckim.
Do końca 2017 roku formalnie stanowiła część wsi Kunkowa.

## Zabytki
Obiekty wpisane do rejestru zabytków nieruchomych województwa małopolskiego:
- prawosławna cerkiew pw. św. Łukasza (parafialna)[6].